# Fabrizio Verospi
Fabrizio Verospi (Roma, 1571 – Roma, 27 gennaio 1639) è stato un cardinale italiano.

## Biografia
Era il figlio di Girolamo Verospi e Penelope Gabrielli e zio del cardinale Girolamo Verospi.
Nel concistoro del 30 agosto 1627 papa Urbano VIII lo creò cardinale presbitero del titolo di San Lorenzo in Panisperna. Fu prefetto della Sacra Congregazione del Concilio (1627-1639).